# Or (folyó)
Az Or (oroszul: Орь, kazak nyelven Ор) folyó Kazahsztán Aktöbei területén és Oroszország Orenburgi területén, az Urál legnagyobb bal oldali mellékfolyója.

## Földrajz
Hossza: 332 km, vízgyűjtő területe: 18 600 km², évi közepes vízhozama (a torkolattól 61 km-re): 21,3  m³/sec.
Kazak területen, a Mugodzsari-hátság nyugati lejtőin eredő Sijli és Teriszbutak összefolyásával keletkezik. Onnan északi irányba folyik és az oroszországi Orszk városnál, kelet felől ömlik az Urálba. 
Október második felében vagy novemberben befagy, március végén vagy áprilisban szabadul fel a jég alól. Tavaszi árvize áprilistól május közepéig tart, az év többi részében végig alacsony vízállás jellemzi.